# Sendaphne dianariaspennae
Sendaphne dianariaspennae  (лат.) — вид мелких наездников рода Sendaphne из семейства Braconidae (Ichneumonoidea). Южная Америка.

## Распространение
Южная Америка, Бразилия и Колумбия.

## Описание
Очень мелкие паразитические наездники, длина тела 3,2-3,5 мм, длина переднего крыла 3,0-3,2 мм. Голова буровато-чёрная, грудь и тегулы оранжево-жёлтые. Метасома и задние тазики ног жёлтые. Предположительно паразитируют на гусеницах бабочек. Вытянутые глоссы апикально раздвоенные, проподеум гладкий и блестящий. Медиотергит 1 сужается в заднем направлении, а 2-й медиотергит субтреугольный. Яйцеклад длинный и изогнутый (в 2 раза длиннее задних голеней).

## Систематика
Вид был впервые описан в 2015 году американскими энтомологами Хосе Фернандес-Триана (Jose L. Fernandez-Triana, Canadian National Collection of Insects, Ottawa, Canada and University of Guelph, Guelph, Канада) и Джеймсом Уитфилдом (James B. Whitfield, University of Illinois, Urbana, США). Сходен с Sendaphne sulmo, отличаясь мелкими и менее разделёнными оцеллиями. Видовое название дано в честь колумбийского гименоптеролога Дианы Ариас-Пенны (Diana Carolina Arias-Penna, Колумбия), специалиста по наездникам Braconidae.